# 激波
震波（英語：Shock Wave），又譯作衝擊波、駭波或激波，属于紊流的一种传播形式。如同其他通常形式下的波动，激波也可以通过介质传输能量。在某些不存在物理介质的特殊情况下，激波可以通过場，如电磁场来传输能量。激波的主要特点表现为介质特性（如压力、温度、或速度）在激波前后发生了一个像正的阶梯函数般的突然变化。与此相应的负的阶跃则为膨胀波。声学激波其速度一般高于通常波速（在空气中即音速）。
激波随距离的增加耗散很快，與孤波（另一种形式的非线性波）不同。而且，膨胀波总是伴随着激波，并最终与激波合并。这部分抵消了激波的影响。声爆，一种超音速飞机通过时产生的声学现象，即是由激波——膨胀波对激波的耗散和湮灭所产生的。

## 超音速流动中的激波
激波是气体超音速流动时产生的压缩现象之一。其他两种形式是等熵流动和普朗特-麦耶流动。对于给定的压强比，不同的压缩方式将产生不同的温度和密度，其结果对于不发生化学反应的气体是可以解析计算的。激波会导致总压的损失。这意味着在某些情形下（例如超音速冲压喷射装置的进气口），激波是无效率的。超音速飞机的压阻就主要是由于激波导致的。
当物体（或扰动）的运动比其周围的流体传播扰动信息的速度还要快时，靠近扰动的流体在扰动到来之前就不能及时作出反应或者“让路”。在激波中，流体的各种性质（密度、温度、压力、速度、马赫数）总是瞬时变化的。激波的厚度在数量级上同该气体的分子自由程相当。当气体运动速度大于其声速时，激波就形成了。在流动的某些区域，气体的扰动不能再向上游传播，压力快速积聚起来，高压激波就迅速形成了。
然而，激波不同于通常的声波。在大约为几个分子自由程的厚度（大气中大概为几微米）内，在激波前后气体的性质会发生剧烈变化。在空气中，激波发出很大的爆裂声或者噼啪的噪音。随着距离增加，激波逐渐从非线性波变为线性波，退化成通常的声波。这是由于激波中的空气逐渐丧失能量所致。这种声波跟通常的雷声，即“音爆”听起来很像，一般是由超音速飞机制造的。

## 非线性峭化产生的激波
激波也可由普通波锐化而形成。最著名的例子就是深海微波逼近陆地时形成的海啸了。由于海啸的波长很长，长达数公里，即使在大洋中传播，依然可以认为是在浅水区。此时表面波的速度依赖于水深。接近岸时，水深骤减，导致波速大幅度下降，于是形成一面巨大的水墙，然后轰然倒塌，形成海啸，以声音和热的的方式将其中的能量释放出来。
同样的现象出现在气体和等离子中的强声波，这是由于音速依赖于温度和压力。这种现象在地球大气层很难见到，但存在于太阳的色球和日冕中。

## 激波的模拟
激波也可以描述为能够“感知”下游物体运动的上游最远点。在这种描述中，激波的位置定义为扰动可感区和扰动盲区的边界。这可以和广义相对论中的光锥相类比。
要得到激波，必须得有快于声速的运动。由于放大效应，激波是非常强烈的。
类比现象已超出流体力学的范畴。例如，当介质中的物体运动速度大于该介质中光速时（此时其速度仍小于真空中光速），折射就会产生可见的激波现象，即切连科夫辐射。

## 激波的类型
激波有如下几种类型：
1. 在定常流中传播的激波
  - 这种激波通常产生于具有压差的气体界面。此时，激波传入低压气体，膨胀波传入高压气体。
  - 例子：气球爆炸，激波管，爆炸激波等。
  - 在这种情况下，激波前气体一般是静止的，而激波后的气体则以超音速运动。激波通常属于紊流。激波的速度取决于两种气体的压力比。
2. 管道流动中的激波
  - 当管道中的超音速流减速时产生这种激波。
  - 例子：超音速喷气引擎，超音速冲压喷射装置，针形阀等。
  - 此种情形下，波前气体为超音速，而波后气体或者是超音速（斜激波）或者是亚音速（正激波）。该种激波或者产生于气体在收敛的管道中减速时，或者由于平直管道中附面层的增长而致。
3. 跨音速物体产生的再压缩激波
  - 当跨音速流动减速为亚音速时产生这种激波。
  - 例子： 跨音速机翼，管道。
  - 原理省略。
4. 超音速物体的附体激波
  - 这种激波以“附着”的形式出现在超音速运动的尖锐物体的顶端。
  - 例子：超音速运动的楔形物体或锥形物体
  - 原理略。
5. 超音速物体的脱体激波
  - 当超音速运动的物体顶端很钝时出现这种激波。
  - 例子：太空返回舱（阿波罗飞船，航天飞机），子弹，磁气圈附面层
  - 原理略
6. 爆炸波

## 参看
- 声爆
- 马赫波
- 磁顶
- 大气层再入
- 體外震波